# Manuel Filipe

Trilogia (Deus Pátria e Família), 1943, mina negra sobre papel, 95 x 73,5 cm

Manuel Filipe (Condeixa-a-Nova, 1908 – Lisboa, 2002) foi um pintor e professor português.

## Biografia / Obra
Filho de um trabalhador rural e de uma pequena comerciante, deu os seus primeiros passos nas artes plásticas quando ainda vivia em Condeixa, onde frequentou aulas particulares e a escola de artes e ofícios, estudando depois em Coimbra (Curso Misto de Ciências, Letras e Artes). Entre 1930 e 1935 realizou os cartazes para as festas da Queima das Fitas da Academia de Coimbra. A aprendizagem para professor ficaria sobretudo ligada ao seu especial interesse pelo desenho. Foi professor de desenho e de geometria descritiva no ensino secundário (Guarda; Castelo Branco; Leiria; Liceu D. João de Castro, Lisboa; Liceu de Cascais).
Expôs pela primeira vez em 1938 e realizou a sua primeira mostra individual em 1941 (instalações do Turismo, Leiria). Manuel Filipe esteve particularmente ativo na década de 1940 (em especial entre 1943 e 1945), inserindo-se na corrente neorrealista que marcou o panorama artístico português da época. A sua obra, em especial a sua designada Fase negra (1943-1945), marcadamente neorrealista e de inspiração expressionista, traduz um "grito de revolta" e é "uma expressão dramática da temática social e da luta contra a opressão totalitária".
No final da década de 1940 foi ameaçado pela PIDE de afastamento compulsivo do ensino se insistisse na sua opção socialmente empenhada, o que o levou a interromper a atividade plástica. Retomou a pintura em 1961, dando início a uma "distinta e muito fecunda fase criativa" em que optaria por um idioma diferente, algo próximo da abstração. Reformou-se do ensino secundário em 1974, passando a dedicar-se principalmente às artes plásticas (desenho, pintura, colagem/montagem).
Expôs individualmente no Porto, Coimbra, Castelo Branco, Braga, Leiria, Estoril. Participou em diversas exposições coletivas, nomeadamente na I Exposição da Primavera no Porto, Ateneu Comercial do Porto, 1946, nas Exposições Gerais de Artes Plásticas de 1946 e 1947, SNBA, Lisboa, e na II Exposição de Artes Plásticas da Fundação Calouste Gulbenkian, Lisboa.
Está representado em coleções públicas e privadas, entre as quais: Centro de Arte Moderna José de Azeredo Perdigão, Lisboa ;Museu do Chiado, Lisboa; Museu Francisco Tavares Proença Júnior, Castelo Branco; Museu José Malhoa; Museu Municipal Santos Rocha, Figueira da Foz; Museu da Guarda; Secretaria de Estado da Cultura.